# Владимиров, Александр Владиславович
Алекса́ндр Владисла́вович Влади́миров (24 января 1977, Ленинград) — российский футболист, вратарь.

## Биография
Воспитанник ленинградского футбола. Первой его командой была местная «Смена-Сатурн». В 1995 году вратарь транзитом через дубль московского ЦСКА перешёл в «Ростсельмаш», в составе которого дебютировал в Высшей лиге. В составе ростовчан Владимиров провел 5 сезонов, но считался резервным вратарем и много играл в дубле и во второй команде. С 2000 года выступал за ряд команд Первого и Второго дивизионов.
Тренер вратерей в Академии ФК «Зенит».

## Достижения
ФК Орел
- Победитель турнира второго дивизиона зоны «Центр»: 2003